# Nanke (Fujiwara)
O Nanke (藤原南家, Fujiwara Nanke) era um ramo do clã Fujiwara fundado por Fujiwara no Muchimaro.
Muchimaro tinha três irmãos: Fusasaki, Maro e Umakai. Estes quatro irmãos são conhecidos por ter estabelecido as "quatro casas" dos Fujiwara.
O Ramo Nanke é por vezes identificado como a "casa do sul".

## Lista dos Líderes do Ramo
1. Muchimaro - ( 680 - 737)
2. Toyonari - ( 704 - 765)
3. Tsuginawa - ( 727 - 796)